# 플랑드르 스칼렛
플랑드르 스칼렛(일본어: フランドール・スカーレット, Flandre Scarlet)은 동방 프로젝트 시리즈의 등장인물로, 홍마관의 주인 레밀리아 스칼렛의 여동생이다. 무지갯빛 날개를 가지고 있다.
동방홍마향에서 처음으로 등장하였다.

## 소개
레밀리아의 동생이지만, 사람들은 존재를 잘 모른다. 동방구문사기에서 히에다노 아큐는 〈플랑드르는 분별없이 홍마관에서 나오는 일은 없고, 홍마관에 들어간 인간이 이따금 확인하는 정도이다〉에 대한 설명에서 〈갇혀 있거나, 혹은 방구석 폐인이라는 소문〉이라 말하고 있다. 홍마관 안에서 사이가 좋은 요괴는 적고, 항상 고립되어 있다. 언니인 레밀리아와, 같이 있는 모습이 별로 확인되지 않았다.
동방홍마향 Extra 스테이지에서의 레이무와의 회화에 의하면 적어도 495년 이상은 살아 왔지만, 조금 마음의 표현이 서투르기 때문에, 살아온 시간 대부분을 지하실에 유폐되어 보낸 것을 이야기했었다.

## 성격
기본적으로는 그다지 화내지 않고, 침착한 모습을 하고 있지만, 인간을 덮치는 방법을 모르기 때문에, 힘조절을 잘 못해서 상대를 피 한방울도 남김없이 빨아버린다.

## 작중 행적
다른 홍마관 멤버와 비교해 본편에서의 등장 회수가 적고, 캐릭터가 고정되어 있지 않기 때문에,《홍마향》에서 처음등장했을 때와《문화첩》,《구문사기》에 등장했을 때와는 캐릭터의 인상이 꽤 차이가 있다.

## 기타
동방홍마향에서는 레밀리아를 존경하고 따르고 있었지만, 동방문화첩에서는 레밀리아가 보지 않는 곳에서〈그 놈(あいつ)〉이라고 불렀고, 동방홍마향에서는〈조금 마음의 표현이 서투르다〉였는데, 동방문화첩의 소개로는〈정서 불안정〉이 되어 있었다.
동방구문사기에서 히에다노 아큐가 밝힌 바에 따르면, 모든 물질에는 「눈」이라고 하는 가장 긴장되어 있는 부분이 있어, 거기에 힘을 가하면 간단히 파괴 할 수 있다. 그녀는 그「눈」을 이동시켜, 자신의 손안에 만드는 것이 가능하다고 한다. 즉, 그녀의 손안에 있는「눈」을 스스로 망가뜨리면, 물건은 파괴되어 버린다. 다시 말해, 주먹을 꽉 쥐면 대상이 파괴된다. 아직 밝혀진 바도 많지 않아 아큐가 밝힌 바와 같이 〈그녀의 능력에는 수수께끼가 많아, 어떤 식으로 파괴하는가? 유효한 거리는? 유효한 크기는? 등 대부분 알 수 없다〉고 한다.

### 내용
1. ↑  간혹 ‘플랑도르’로 표기하는 경우가 있으나, 이는 잘못된 표기다.